# Goršćaki Ozaljski
Goršćaki Ozaljski is een plaats in de gemeente Ozalj in de Kroatische provincie Karlovac. De plaats telt 15 inwoners (2001).